# La cabalgata del circo
La cabalgata del circo és una pel·lícula argentina en blanc i negre dirigida per Eduardo Boneo i Mario Soffici sobre el guió d'aquest últim escrit en col·laboració amb Francisco Madrid que es va estrenar el 30 de maig de 1945 i que va tenir com a protagonistes a Libertad Lamarque, Hugo del Carril, José Olarra i Orestes Caviglia.
La pel·lícula és majorment coneguda per ser el seu rodatge el lloc on va néixer el mite de la presumpte clatellot que Lamarque li va propinar a l'actriu secundària Eva Duarte. Això aparentment va portar a Lamarque al seu posterior exili a Mèxic quan Duarte es va convertir en primera dama de la República Argentina a l'any següent.
En una enquesta de 2022 de les 100 millors pel·lícules del cinema argentí presentada en el Festival Internacional de Cinema de Mar del Plata, la pel·lícula va aconseguir el lloc 52.

## Sinopsi
La trajectòria d'un circ crioll al llarg dels anys narrada a través de la història de dos germans: Roberto Arletty (Hugo del Carril) i Nita Arletty (Libertad Lamarque).

## Repartiment
Van col·laborar-hi els següents intèrprets:
- Libertad Lamarque (Nita Arletty)
- Hugo del Carril (Roberto Arletty)
- José Olarra (Ruca)
- Orestes Caviglia (Tito Arletty)
- Juan José Míguez (Eduardo Sullivan)
- Ilde Pirovano (Marieta Arletty)
- Armando Bó (Carlos Arletty)
- Elvira Quiroga (Lucinda)
- Tino Tori
- María Eva Duarte (Chila Ruca)
- Ana Nieves
- Ricardo Castro Ríos (Roberto Sullivan)
- Carlos Rivas
- Pepe Arias

## Comentaris
La crònica d' El País de Montevideo va expressar:
| « | ”Soffici mostra un sentit de reconstrucció històrica… i és aquí on està la part més emotiva… i valuosa de la pel·lícula… un testimoniatge imperfecte però emotiu dels orígens del teatre nacional.” | » |

 Per part seva, Manrupe i Portela opinen:
| « | ” Càlida i emocionant, conceptualment dins de la millor línia nacional de Soffici, amb les dues estrelles ben dirigides i una mirada no nostàlgica d'un bon tema. Algunes escenes com la de l'incendi impressiona. I també pot veure's a Eva Duarte en el seu paper més recordat.” | » |